# John Pomeroy
John Foster Pomeroy (nascido em 26 de março de 1951) é um animador estadunidense que trabalhou para vários grandes estúdios, incluindo o Walt Disney Animation Studios e o Sullivan Bluth Studios. Ele também trabalhou como produtor e roteirista em vários longas-metragens de animação.

## Carreira[1]
Ele foi contratado pela Walt Disney Company em 1973 como estagiário de animação. Após seis meses no programa de treinamento, foi designado para animar o curta de 1974, Ursinho Puff e o Tigre Saltador, sob a supervisão do veterano animador Frank Thomas.
Nos anos seguintes, Pomeroy animou em Bernardo e Bianca, Meu Amigo o Dragão, O Pequenino e O Cão e a Raposa.
Ele deixou a Disney em 1979 com seus parceiros Don Bluth e Gary Goldman e juntos, fundaram a Don Bluth Productions. Nesse estúdio, ele animou e coproduziu A Ratinha Valente, Fievel - Um Conto Americano, Em Busca do Vale Encantado (filme), Todos os Cães Merecem o Céu e Polegarzinha.
Pomeroy retornou à Disney em 1992 para supervisionar a animação do personagem Capitão John Smith no longa-metragem Pocahontas. Ele também supervisionou a animação de Atlantis: O reino perdido e Planeta do Tesouro.
| Ano       | Título                                                          | Créditos                                                                     | Personagens                    |
| --------- | --------------------------------------------------------------- | ---------------------------------------------------------------------------- | ------------------------------ |
| 1974      | Ursinho Puff e o Tigre Saltador(curta-metragem)                 | Animador                                                                     |                                |
| 1977      | Puff - o Ursinho Guloso                                         | Animador                                                                     |                                |
| 1977      | Bernardo e Bianca                                               | Animador de personagens                                                      |                                |
| 1977      | Meu Amigo o Dragão                                              | Animador de personagens                                                      |                                |
| 1978      | O pequenino (curta-metragem)                                    | Diretor de animação                                                          |                                |
| 1979      | Banjo the Woodpile Cat (curta de televisão)                     | Animador / Produtor                                                          |                                |
| 1982      | A Ratinha Valente                                               | Produtor / Diretor de animação / Adaptação da História                       |                                |
| 1982      | The Magical World of Disney                                     | Animador - 1 episódio                                                        |                                |
| 1983      | Dragon's Lair                                                   | Produtor / Animador                                                          |                                |
| 1984      | Space Ace                                                       | Produtor                                                                     |                                |
| 1986      | Fievel - Um Conto Americano                                     | Produtor / Diretor de animação                                               |                                |
| 1988      | Em Busca do Vale Encantado (filme)                              | Produtor / Diretor de animação                                               |                                |
| 1989      | Todos os Cães Merecem o Céu                                     | Produtor / História / Diretor de animação                                    |                                |
| 1991      | Dragon's Lair II: Time Warp                                     | Produtor / Animador                                                          |                                |
| 1991      | Chantecler - O Rei do Rock                                      | Produtor / História / Diretor de Animação                                    |                                |
| 1994      | Polegarzinha                                                    | Produtor / Supervisor da direção de animação: Los Angeles                    |                                |
| 1994      | Um Duende no Parque                                             | Produtor / História / Supervisor da direção de animação                      |                                |
| 1995      | O Cristal e o Pinguim                                           | Produtor / Diretor de animação                                               |                                |
| 1995      | Pocahontas                                                      | Supervisor de animação                                                       | John Smith                     |
| 2000      | Fantasia 2000                                                   | Animador principal de personagens - Segmento "Firebird Suite - 1919 Version" | Firebird                       |
| 2000      | Tigrão: O Filme                                                 | Animador adicional                                                           |                                |
| 2001      | Atlantis: O reino perdido                                       | Supervisor de animação                                                       | Milo James Thatch              |
| 2002      | Dragon's Lair 3D: Return to the Lair                            | Animador : Introdução e Final                                                |                                |
| 2002      | O Planeta do Tesouro                                            | Supervisor de animação                                                       | Capitão Flint e sua tripulação |
| 2006      | George, o Curioso                                               | Artista de storyboard / Animador principal                                   | Maggie e Clovis                |
| 2007      | Os Simpsons - o Filme                                           | Animador                                                                     |                                |
| 2009      | Wild About Safety: Timon and Pumbaa Safety Smart: Goes Green!   | Animador                                                                     |                                |
| 2009      | Wild About Safety: Timon and Pumbaa Safety Smart: In the Water! | Animador                                                                     |                                |
| 2009      | Tinker Bell e o Tesouro Perdido                                 | Artista da história                                                          |                                |
| 2010      | Tinker Bell and the Great Fairy Rescue                          | Artista da história adicional                                                |                                |
| 2011      | Tom e Jerry & O Mágico de Oz                                    | layout dos personagens / animação                                            |                                |
| 2013      | Aviões                                                          | Artista da história                                                          |                                |
| 2014      | Tom and Jerry: The Lost Dragon                                  | Artista de storyboard / Layout dos personagens e animação                    |                                |
| 2015      | A Lady e o Lobo - Férias em Família                             | Artista da história                                                          |                                |
| 2015      | Tom and Jerry: Spy Quest                                        | Layout de personagens e animação                                             |                                |
| 2016      | Tom and Jerry: Back to Oz (Video)                               | Artista de storyboard / Layout de personagens e animação                     |                                |
| 2016      | Elena de Avalor                                                 | Designer de personagens - 1 episódio / artista de storyboard - 2 episódios   |                                |
| 2016      | A Princesa Cisne: Pirata Hoje, Princesa Amanhã                  | Artista de storyboard                                                        |                                |
| 2017      | Bunyan e Babe - Os Amigos da Floresta                           | Artista de storyboard                                                        |                                |
| 2017      | The Swan Princess: Royally Undercover                           | Artista de storyboard                                                        |                                |
| 2017      | Tom e Jerry: A Fantástica Fábrica de Chocolates                 | Layout de personagens / animação                                             |                                |
| 2017      | É o Bicho!                                                      | Artista de storyboard                                                        |                                |
| 2016–2017 | Princesinha Sofia                                               | Designer de personagens - 2 episódios                                        |                                |
| 2018      | The Swan Princess: A Royal Myztery                              | Artista de storyboard                                                        |                                |
| 2018      | Princesinha Sofia                                               | Artista de storyboard - 1 episódio                                           |                                |
| 2019      | Klaus                                                           | Animador adicional                                                           |                                |
| 2021      | Space Jam: Um Novo Legado                                       | Animador : Tonic DNA                                                         |                                |
| 2021–2023 | Looney Tunes Cartoons                                           | Designer de personagens                                                      |                                |
| 2022      | Green Eggs and Ham: The Second Serving                          | Animador                                                                     |                                |
| 2022      | Disenchanted                                                    | Animador : Tonic DNA                                                         |                                |

## Ligações Externas
- «Sítio oficial»
- Academia de arte Pomeroy